# Manon Lescaut
Histoire du chevalier des Grieux et de Manon Lescaut
Pour les articles homonymes, voir Manon Lescaut (homonymie).
Manon Lescaut, publié pour la première fois en 1731 sous le titre d’Histoire du chevalier des Grieux et de Manon Lescaut, est un roman-mémoires de l’abbé Prévost, septième et dernier volume des Mémoires et aventures d’un homme de qualité qui s’est retiré du monde, rédigés de 1728 à 1731. Le livre étant jugé scandaleux à deux reprises (1733 et 1735), saisi et condamné à être brûlé, l’auteur en publie en 1753 une nouvelle édition revue, corrigée et augmentée d’un épisode important.
Malgré ce mauvais premier accueil critique, le roman a rapidement séduit le public, jusqu'à nos jours. De nombreuses adaptations (théâtre, opéra, cinéma, etc.) contribuent encore à sa célébrité.

## Personnages
- Manon Lescaut : Jeune femme d’une grande beauté, elle oscille entre passion et intérêt matériel. Séduisante et insouciante, elle est le personnage central du roman et l’objet de la fascination du chevalier des Grieux.

- Le chevalier des Grieux : Issu d’une famille noble, il renonce à son avenir prometteur pour suivre Manon. Son amour pour elle le pousse à commettre des actes imprudents et à se laisser emporter par ses sentiments.

- Tiberge : Ami fidèle du chevalier des Grieux, il tente de le ramener à la raison et de l’éloigner de Manon. Incarnation de la droiture morale, il représente l’opposition entre passion et raison.

- Monsieur Lescaut : Frère de Manon, il joue un rôle ambigu, oscillant entre la protection de sa sœur et l’exploitation de ses charmes pour en tirer profit. Il initie des Grieux aux jeux d’argent pour financer leur train de vie.

- Monsieur de G... M... : Vieil homme fortuné, il devient l’un des protecteurs de Manon, lui offrant luxe et confort en échange de sa compagnie. Son intervention entraîne une série de conflits avec des Grieux.

- Le fils de G... M... : Rival du chevalier des Grieux, il tente également de séduire Manon. Son influence et son statut social lui permettent d’orchestrer la disgrâce du couple.
- Monsieur de B... : Ami du père de des Grieux, il est chargé de ramener le chevalier dans le droit chemin. Malgré ses conseils avisés, il ne parvient pas à le détourner de Manon.

- Le gouverneur de la Nouvelle-Orléans : Autorité coloniale en Louisiane. Son neveu cherche à épouser Manon, ce qui précipite le dénouement tragique.

## Résumé

### Première partie
Le narrateur des Mémoires d'un homme de qualité, M. de Renoncour, revient de Rouen. Il arrive pour dîner à Pacy, où règne une grande agitation. Les habitants sont attroupés devant le cabaret où stationnent deux chariots. Il s’agit du convoi transportant une douzaine de filles de mauvaise vie, condamnées à l’exil en Amérique. L’une d’elles, Manon, l’intrigue par sa beauté et sa distinction. L’auteur interroge le chef des gardes à son sujet, mais n’obtient pas de réponse. Un archer l’invite l’homme à interroger un jeune homme qui se tient à l’écart et qui ne peut être « que son frère ou son amant ». Ce dernier, qui a suivi le convoi depuis Paris, semble souffrant. Il refuse de livrer son secret et l’identité de la jeune fille, mais avoue sa passion pour celle-ci et dit avoir tout essayé pour la faire libérer, au point d’être à présent ruiné. Ému, le narrateur soudoie le chef des gardes pour que le jeune homme puisse parler à sa guise avec Manon et donne une petite somme d'argent à l'inconnu.
Deux années s’écoulent. L'homme de qualité revient de Londres et compte séjourner un jour et une nuit à Calais. En se promenant dans la ville, il croit reconnaître le jeune homme rencontré deux ans auparavant et l’aborde. Les deux hommes ont plaisir à se retrouver. Heureux de cette rencontre, le jeune homme remercie le narrateur de sa générosité passée et lui dit qu'il rentre d’Amérique. Le soir même, le narrateur accueille le jeune homme à l'hôtel du Lion d'or où il séjourne. Le mystérieux jeune homme commence alors le récit de ses aventures.

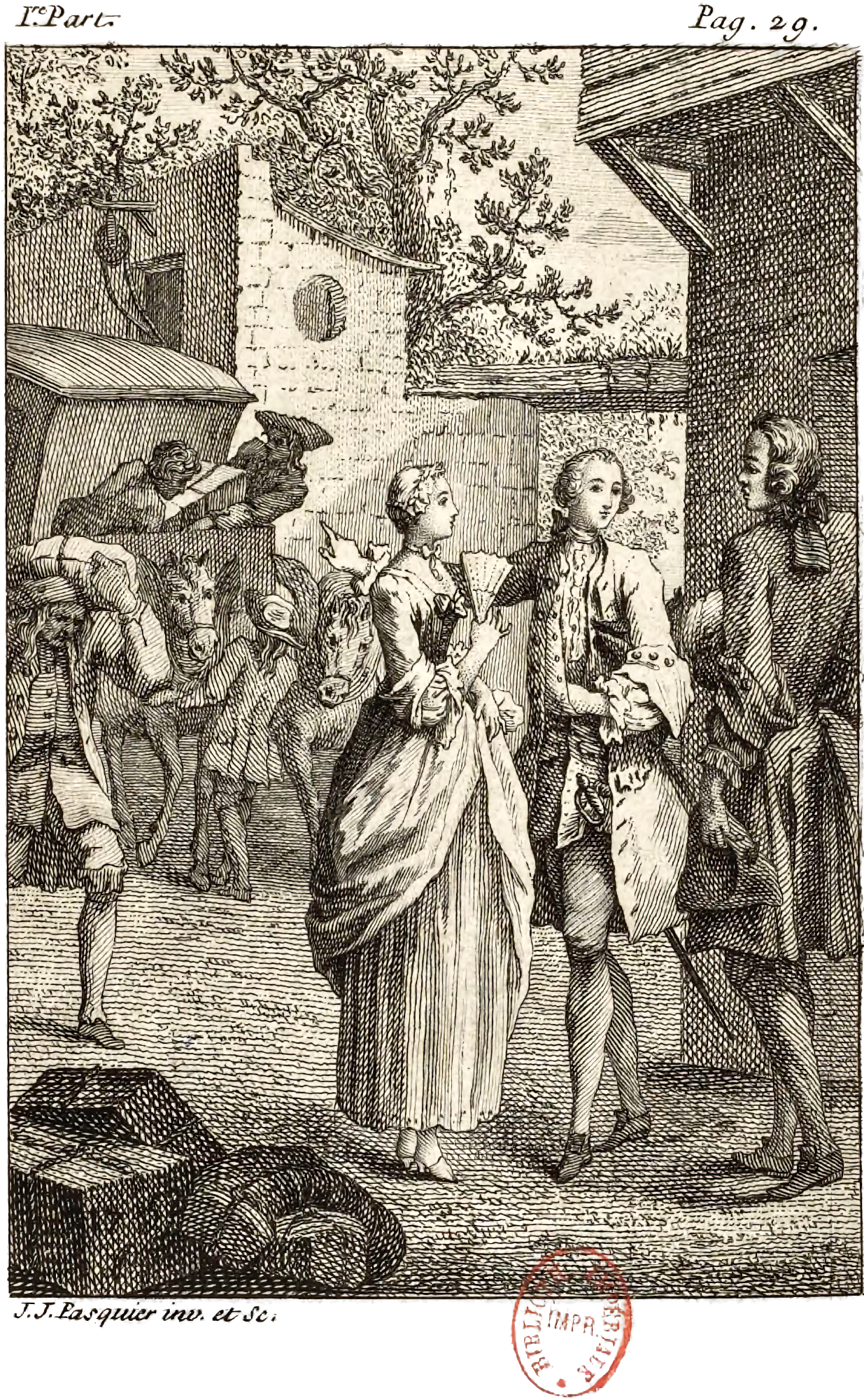
La rencontre de des Grieux et Manon Lescaut.

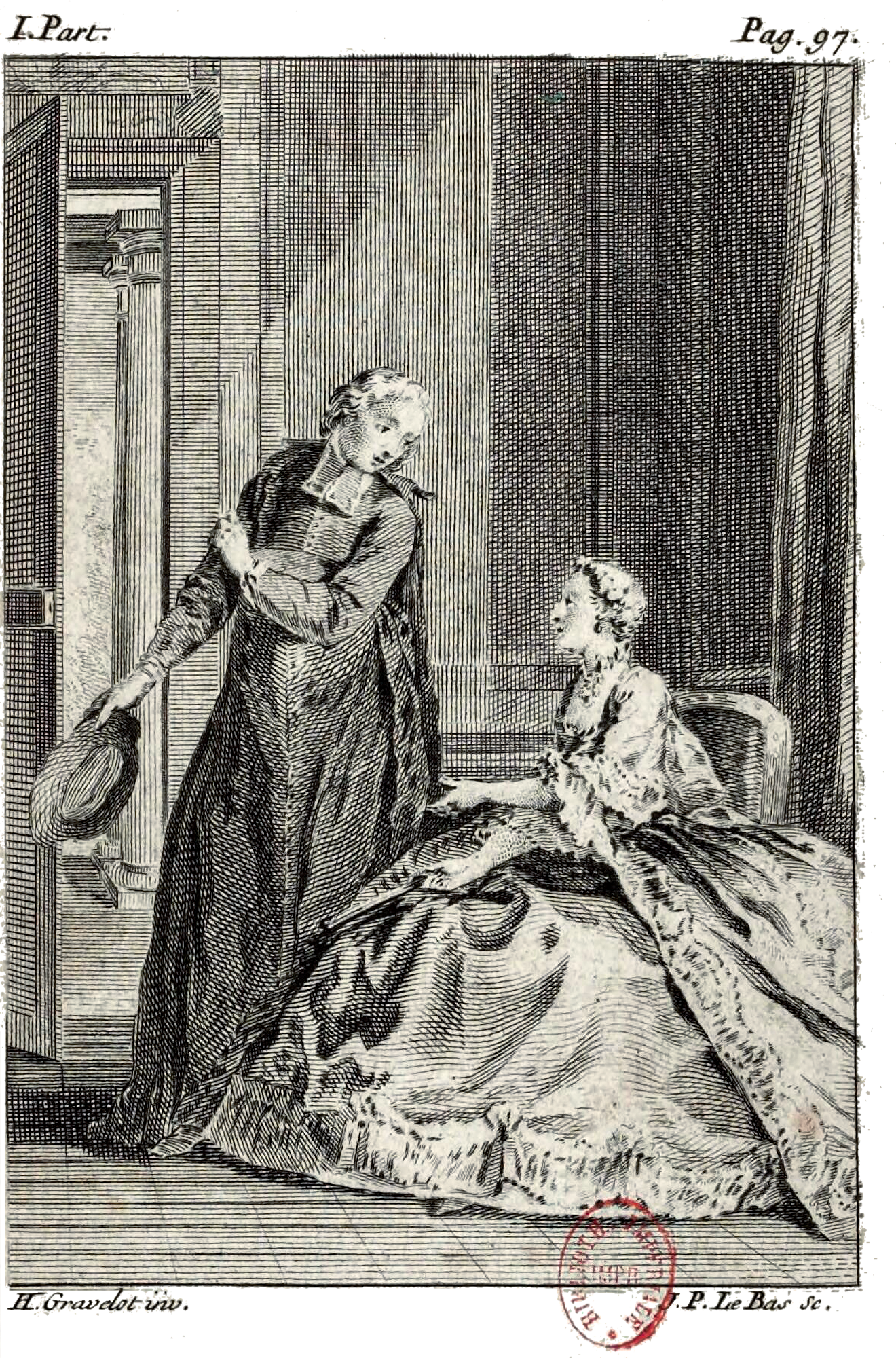
Manon Lescaut au parloir après la soutenance de des Grieux.

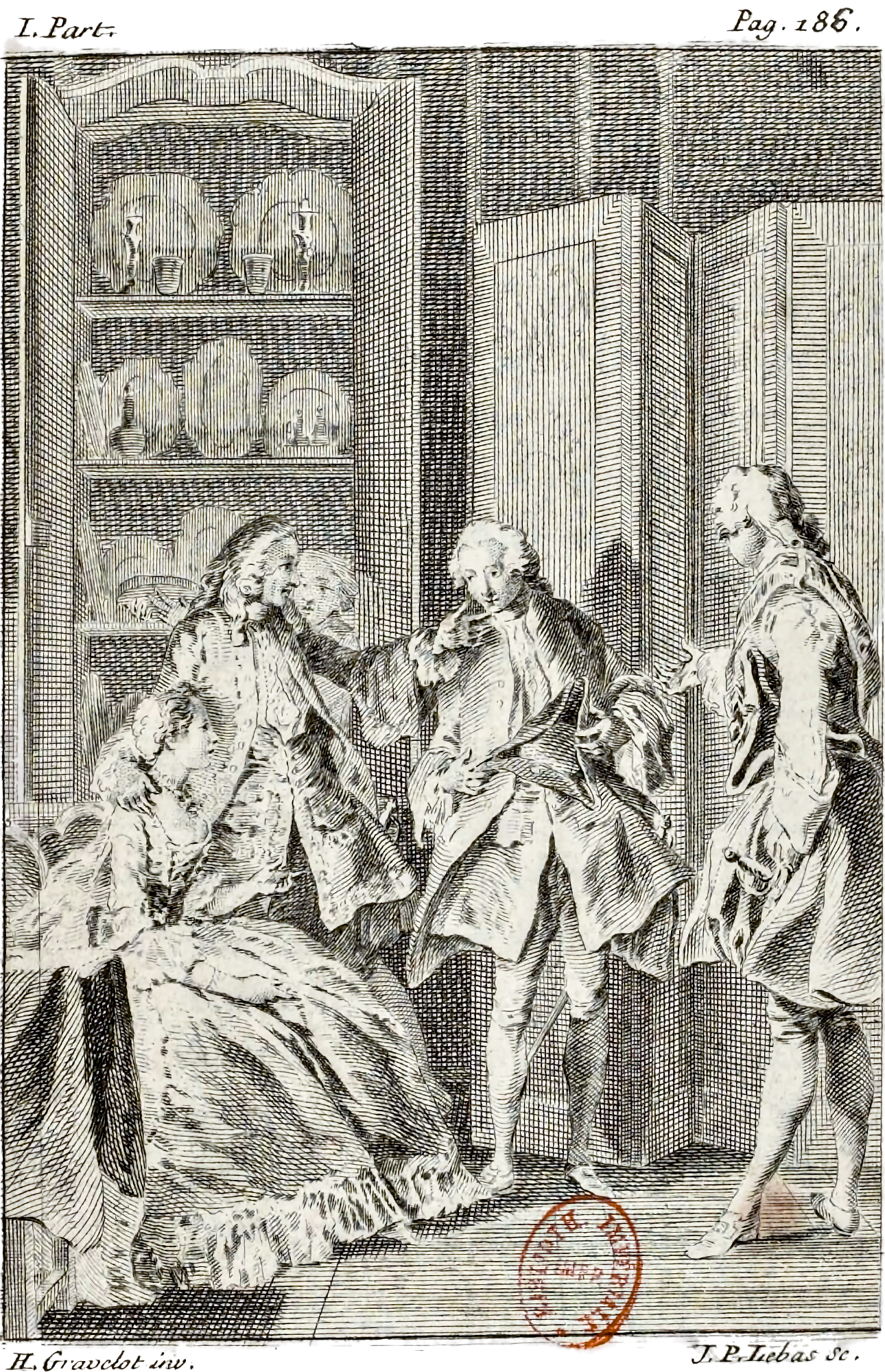
Présentation de des Grieux à M. de G… M… par Lescaut.

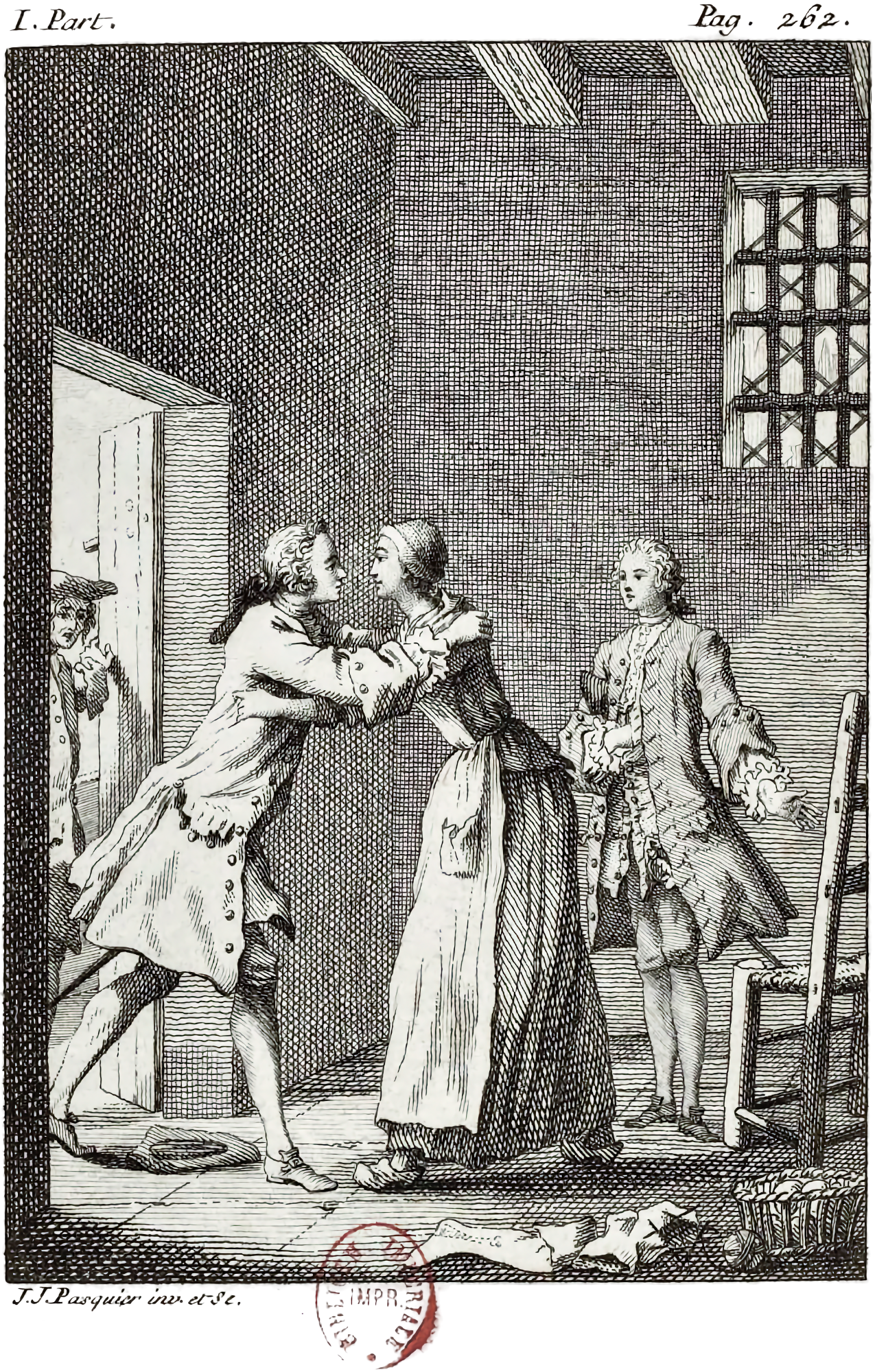
Visite de des Grieux à Manon Lescaut à la Salpêtrière.

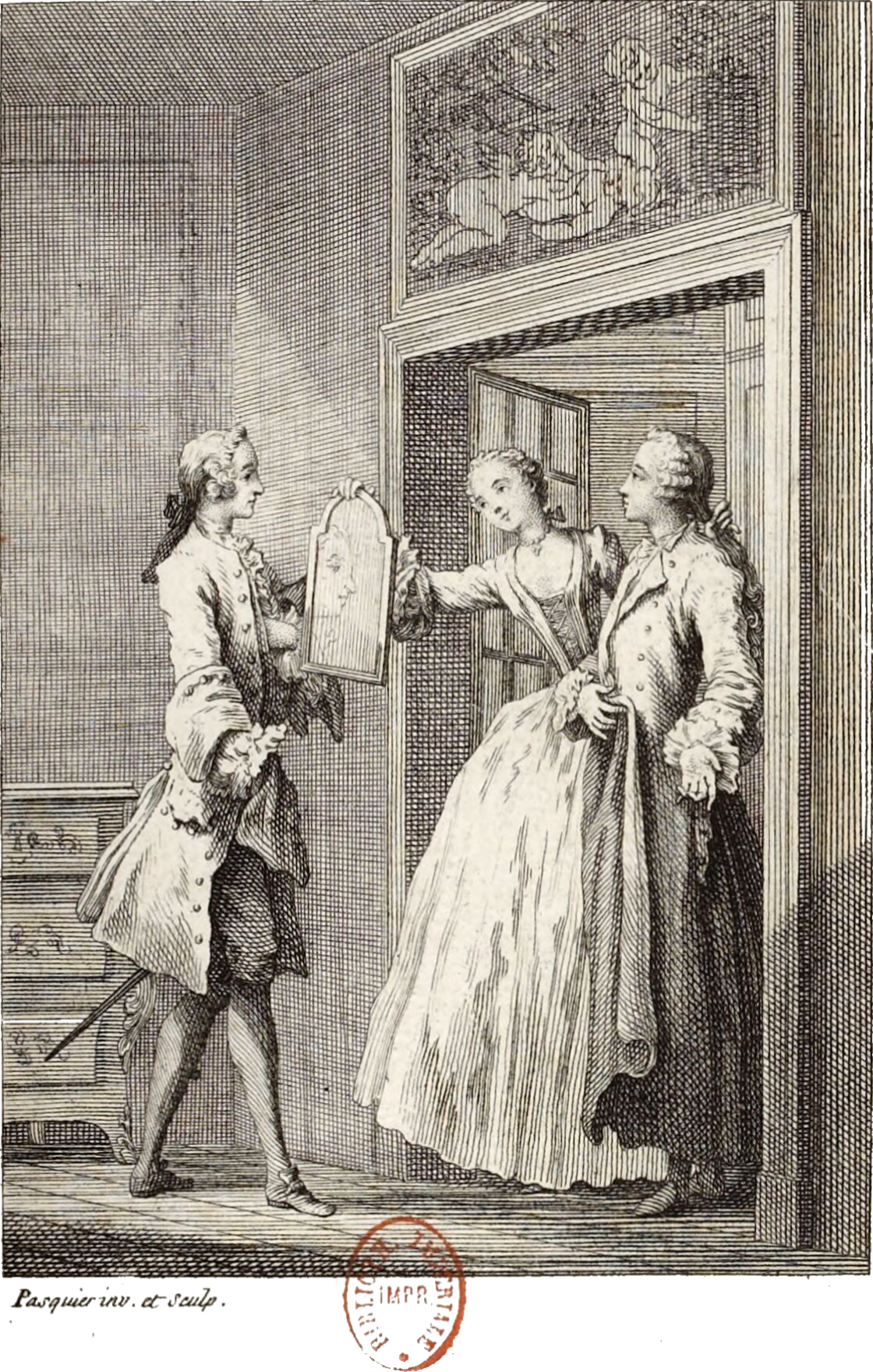
Manon Lescaut repousse les avances du Prince italien.

Des Grieux est issu d’une bonne famille. Il a dix-sept ans et s’est montré un élève exemplaire au collège d'Amiens. Son père souhaitait le voir devenir chevalier de l'ordre de Malte, d'où son titre de noblesse. Il a un ami cher, Tiberge, généreux et compréhensif. De retour dans sa ville natale à la veille des vacances, des Grieux rencontre dans une auberge où il a fait halte la belle Manon Lescaut. Il est fasciné et en tombe éperdument amoureux. Il apprend que Manon est envoyée par ses parents au couvent. Quand ils se retrouvent seuls, elle lui avoue très vite qu’elle est « flattée d’avoir fait la conquête d’un amant » tel que lui. La fuite étant l’unique solution pour que Manon échappe au sort qui lui est destiné et qu’ils puissent vivre leur amour, les deux jeunes gens se donnent rendez-vous le lendemain à l’auberge, avant le réveil du conducteur du carrosse.
Malgré les efforts de Tiberge pour le détourner de son projet, des Grieux est décidé à s’enfuir avec Manon. Il parvient à rassurer son ami et à tromper sa vigilance.
Avant la nuit, les deux jeunes gens sont à Saint-Denis. Les projets de mariage sont oubliés : « Nous fraudâmes les droits de l’Église ». À Paris, les deux amants logent dans un appartement meublé et filent le parfait amour pendant trois semaines. Mais le jeune homme a des remords et veut renouer avec sa famille. Il songe à demander à son père la permission d’épouser Manon, mais la jeune fille est réticente à cette idée, de peur de perdre des Grieux si le père de celui-ci s’opposait à leur mariage. Des Grieux redoute également de connaître des difficultés financières, mais Manon le rassure et se porte garante de leurs finances. Confiant, le jeune homme accepte. Un soir qu’il rentre plus tôt qu’à l’habitude, il trouve porte close et Manon met beaucoup de temps à lui ouvrir. Il apprend de la servante que M. de B…, un riche fermier général, vient de quitter furtivement leur logis. Le soir même, pendant le souper, des Grieux espère des explications spontanées de Manon, mais celle-ci se dérobe et éclate en sanglots.
On frappe alors à la porte. Ce sont les laquais du père de des Grieux qui viennent « enlever » ce dernier. Manon embrasse son amant et s'enfuit. Dans le carrosse qui le ramène au logis familial, le jeune homme se demande qui a pu les trahir.
À la maison paternelle, on est plutôt indulgent. Le jeune homme est cependant l’objet des railleries de son père, qui dénonce sa crédulité : « Tu as tant de disposition à faire un mari patient et commode. » Le père avoue alors à son fils que c’est M. de B… qui était dans les bras de Manon : « Tu sais vaincre assez rapidement, chevalier ; mais tu ne sais pas conserver tes conquêtes. » Des Grieux enrage, sans pour autant croire à une trahison de Manon. Pour empêcher qu’il ne prenne encore une fois la fuite, son père prend la décision de l’enfermer dans sa chambre.
Pendant six mois, des Grieux est en proie au désespoir. Mais progressivement et avec l’aide de son ami Tiberge, il reprend goût à la vie grâce a la lecture et à l’étude. Tiberge, qui a vu Manon, lui apprend qu’elle vit à Paris, entretenue par son vieil et riche amant. Des Grieux décide alors de renoncer au monde et entre avec Tiberge au séminaire de Saint-Sulpice.
Il trouve l’apaisement dans ses études et ne pense plus à Manon. Mais lors d’un exercice public, soutenu en Sorbonne, il revoit la jeune femme.
Envoûté, des Grieux lui pardonne et quitte immédiatement le séminaire. Après une nuit à l’auberge, les deux amants, plus que jamais amoureux l’un de l’autre, s’installent au village de Chaillot.
Grâce à l’argent que Manon a soutiré à M. de B…, le couple vit à l’abri du besoin. Pourtant Manon s’ennuie à Chaillot et convainc des Grieux de louer un appartement à Paris. Le frère de Manon, qui habite la même rue qu’eux, s’invite rapidement chez les amants et vit à leurs dépens, contribuant à gaspiller leurs ressources.
Un matin, alors que les deux amants ont passé la nuit à Paris, des Grieux apprend que leur maison de Chaillot a brûlé. Cet incendie achève de les ruiner. Mais le jeune homme, souhaitant préserver la jeune femme, préfère ne pas l’en informer.
Cherchant une solution, des Grieux se confie au frère de Manon qui lui propose d’abord d’exploiter les charmes de sa sœur, ce que des Grieux refuse. Le frère propose alors à des Grieux de vivre en trichant au jeu, mais ce dernier est effrayé et refuse également.
Le jeune homme décide finalement d’en appeler à nouveau à la générosité de son ami Tiberge. Il  s’excuse de son ingratitude et Tiberge fait preuve d’une amitié indéfectible en offrant de l’argent à son ami.
Des Grieux se rend ensuite compte que même si son amour est sincère, Manon semble avide de plaisirs, aime dépenser sans compter et ne peut se résoudre à une vie médiocre.
Par peur d’être délaissé, des Grieux se rapproche à nouveau du frère. Ce dernier le fait admettre dans un cercle de jeu. En peu de temps, devenu un grand tricheur, il retrouve la richesse. Son ami Tiberge s’inquiète de la légitimité de ses actes et le met en garde. La vie facile renforce le lien entre les deux amants.
Un soir, les domestiques jaloux de leur bonheur profitent de leur absence pour dépouiller leurs maîtres et piller la maison. Manon et des Grieux sont désespérés et de nouveau dans le besoin.
Lescaut conseille à sa sœur de nouer une liaison lucrative avec le vieux M. de G… M…. Grâce à ses charmes, Manon convainc M. de G… M… de lui offrir une maison et de l’entretenir.
Lescaut, plus machiavélique que jamais, propose à des Grieux de s’associer à ces manœuvres en lui proposant d’escroquer le vieil amant de Manon. Un souper est organisé. Le vieillard offre à Manon de superbes bijoux et lui propose la moitié de sa pension. Le trio se moque du vieil homme tout au long de la soirée, avant de s’éclipser en carrosse.
Le vieil homme découvre la tromperie, retrouve leur trace et les fait arrêter par la police au petit matin. Manon est enfermée à la Salpêtrière ; son amant, lui, est emmené à Saint-Lazare, prison pour jeunes aristocrates débauchés.
Des Grieux réussit à échafauder un plan d’évasion avec la complicité involontaire de son ami Tiberge. Grâce à des contacts, il renoue avec Lescaut qui lui procure une arme. Il force alors le père supérieur à faire ouvrir les portes de la prison. Dans sa fuite, il abat un portier. Des Grieux veut ensuite libérer Manon. Il parvient à s’introduire dans l’hôpital et à la revoir. Un valet fait sortir la jeune femme déguisée en homme.
Alors que des Grieux et Manon s’enfuient en compagnie de Lescaut, celui-ci croise un homme qu’il a jadis ruiné au jeu. Cet homme tire sur lui et s’évanouit dans la nuit. Les deux amants, dans leur fuite, retournent à l’auberge de Chaillot. Une nouvelle fois Tiberge vient en aide à des Grieux en lui proposant de l’argent. Par chance, le scandale est étouffé. Les deux amants retrouvent alors un semblant de tranquillité. Ici, des Grieux s’interrompt dans le récit de son aventure, pour le souper.

### Seconde partie

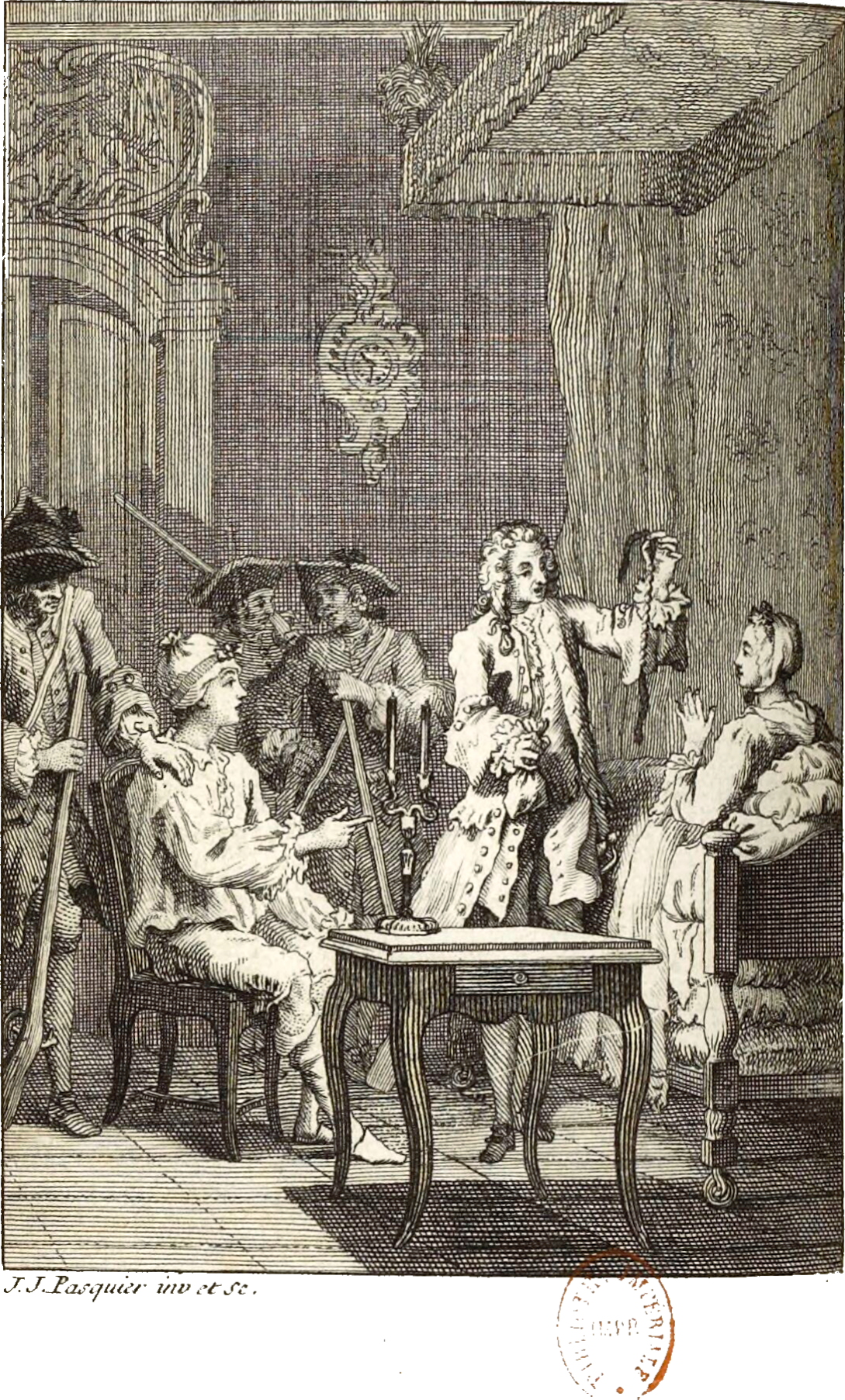
M. de G… M… trouve Manon et des Grieux en possession de ses bijoux.

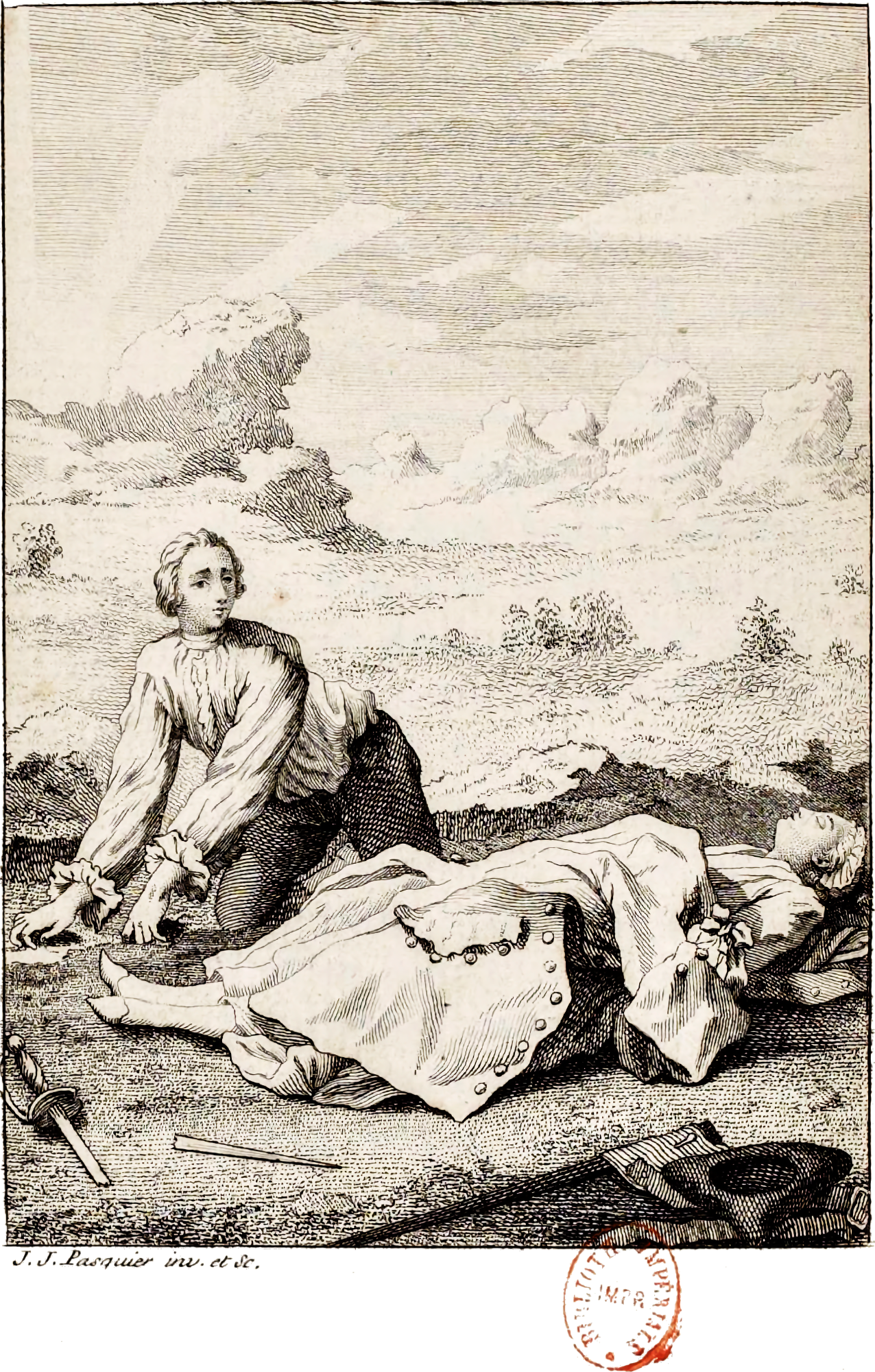
La mort de Manon Lescaut.

Les deux amants s’installent alors dans l’auberge de Chaillot. Des Grieux recommence à jouer et à tricher. De son côté, Manon reste fidèle et s’amuse à mystifier un prince italien qui la courtise.
Le destin pourtant semble les poursuivre. Le fils de M. de G… M… débarque et vient alors partager leur repas. Il s’éprend de Manon. Celle-ci monte un plan pour lui extorquer une énorme somme d’argent, en vengeance du père. Elle le rencontre donc mais Manon ne parvient pas à se libérer de ce rendez-vous galant. Tant de cynisme révolte le chevalier qui décide de se venger. Il fait enlever le jeune G… M…, s’introduit dans son hôtel, fait à l’infidèle une scène de jalousie qui se termine par de tendres effusions.
Mais des Grieux pressent « une catastrophe ». Un laquais de M. de G… M… a donné l’alarme. Pour la deuxième fois, Manon et son amant sont incarcérés. Au Petit-Châtelet, des Grieux reçoit la visite de son père. Celui-ci lui reproche vigoureusement sa conduite mais lui pardonne et va tout faire pour le libérer, il veut également éloigner Manon et obtient qu’elle soit exilée en Amérique.
Libéré, des Grieux apprend l’horrible nouvelle. La rupture entre le père et le fils semble définitive.
Il effectue alors la vaine tentative de recruter quelque mercenaires dans l'espoir de libérer sa maîtresse, mercenaires qui, finalement, abandonneront et partiront avec l'argent. Bien que désespéré, des Grieux obtient, moyennant finance, la permission de suivre Manon. C'est ainsi que se déroule sa première rencontre avec l’Homme de qualité à Pacy, il n’a plus d’argent et est séparé de sa maîtresse.

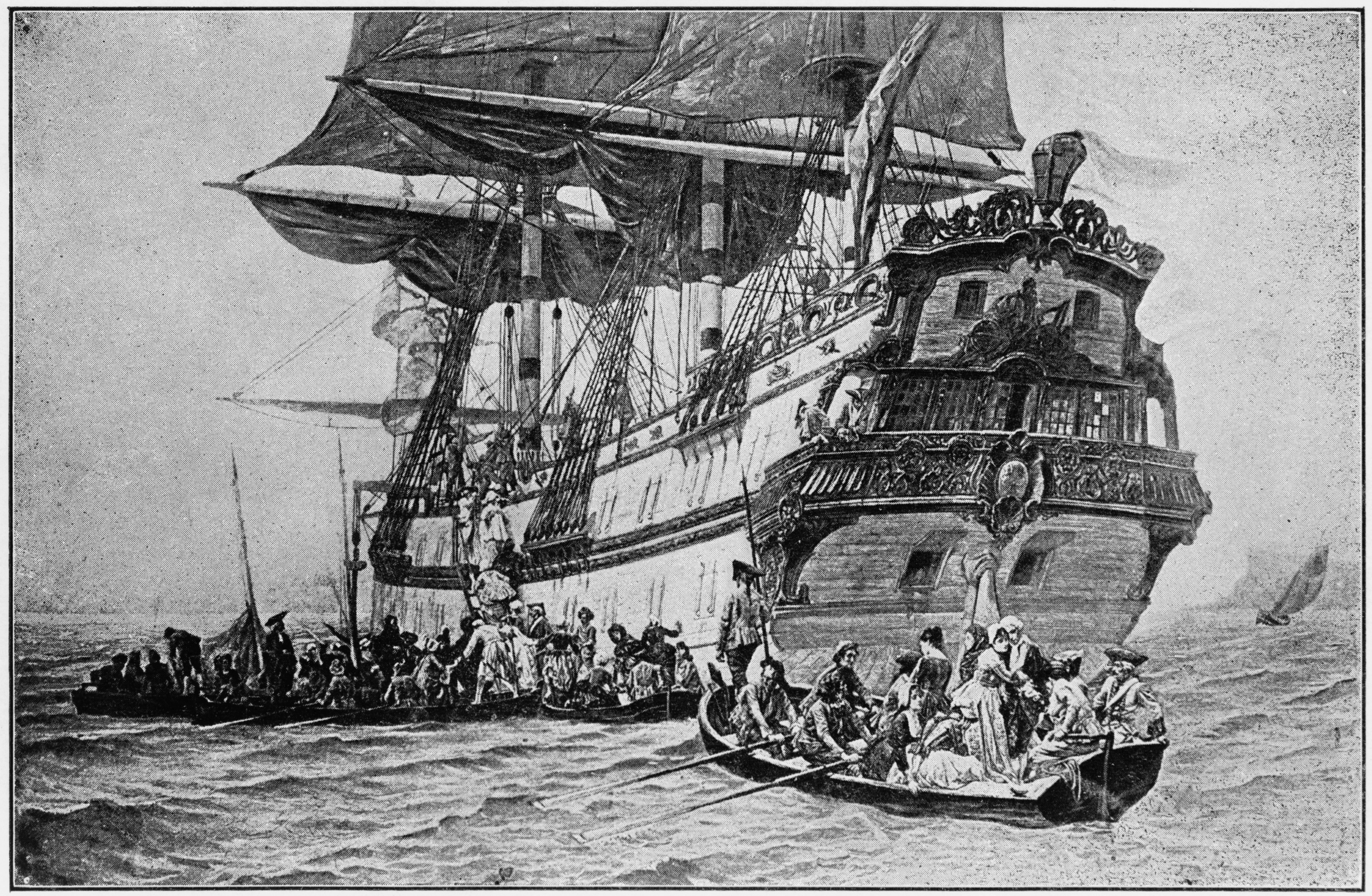
Embarquement de Manon Lescaut pour la Louisiane à bord du vaisseau de la compagnie du Mississipi.

Des Grieux s’embarque comme volontaire à bord du vaisseau de la compagnie du Mississippi, qui emmène Manon en Amérique. Il sous-entend être marié avec Manon et, grâce à la confiance du capitaine, il peut l'entourer de ses soins.
Après deux mois de traversée, le bateau arrive à La Nouvelle-Orléans. Le capitaine renseigne le gouverneur sur la situation de Des Grieux et de Manon. L’accueil du gouverneur est sympathique et il leur trouve un logement.
Manon rend grâce à la gentillesse de Des Grieux et lui promet qu’elle a changé. Assuré de la sincérité et de la fidélité de Manon, des Grieux est plus heureux que jamais, et les deux amants vivent plusieurs mois dans le bonheur et la vertu, si bien qu'ils décident d'officialiser leur union devant l'église.
Des Grieux va donc trouver le gouverneur pour lui avouer que Manon et lui ne sont en réalité pas encore mariés, et lui demander d'approuver leur union, celui-ci accepte de prime abord. Or, le neveu du gouverneur, Synnelet, aime Manon. Apprenant qu’elle est libre, il la réclame pour lui à son oncle qui prend sa défense. Il se bat secrètement en duel avec des Grieux qui le blesse. Croyant avoir tué son adversaire, des Grieux s’enfuit dans le désert avec Manon où elle meurt (la cause de sa mort n'est pas énoncée, on peut supposer qu'elle succombe d'épuisement ou de maladie infectieuse). Des Grieux l’ensevelit et se couche sur sa tombe pour mourir.
Retrouvé par le gouverneur, il est soigné et survit. Tiberge, parti à sa recherche, arrive en Amérique pour convaincre des Grieux de revenir en France. Ils partent neuf mois après la mort de Manon. De retour en France, il apprend la mort de son père, due au chagrin. C’est là que se situe la deuxième rencontre avec l’Homme de qualité, à Calais.

## Analyse
Passant tour à tour, et du jour au lendemain, de la fortune à la misère, du boudoir à la prison, de Paris à la déportation, de l’exil à la mort, Des Grieux et Manon n’ont qu’une excuse : l’amour, ce sentiment qui fait oublier que tous deux mentent et volent, que le premier triche et tue ou que la seconde se prostitue.
C'est ainsi que Montesquieu comprend, peu après sa publication, le succès de ce roman : « J'ai lu le 6 avril 1734, Manon Lescaut, roman composé par le P. Prévost. Je ne suis pas étonné que ce roman, dont le héros est un fripon et l'héroïne une catin qui est menée à la Salpêtrière, plaise, parce que toutes actions du héros, le chevalier Des Grieux, ont pour motif l'amour, qui est toujours un motif noble, quoique la conduite soit basse. »
Le roman a d'abord scandalisé et a été interdit de publication en 1773. Les mauvaises conduites n’étaient pas assez clairement condamnées et semblaient justifiées par le sentiment de l'amour. Beaumarchais (1731), puis surtout Pallissot (1767) et Sade en feront l'éloge. Le troisième admire la façon dont l'abbé Prévost a maintenu constant l'intérêt du lecteur pour le sort de Manon (peinte, dit-il, avec tant de naturel) et fait d'elle le précurseur de la Julie de Jean-Jacques Rousseau.

## Réalité et fiction
Lors de la parution de Manon Lescaut en 1731, septième et dernier tome des Mémoires et aventures d’un homme de qualité, Antoine-François Prévost a trente-quatre ans. Il a été ordonné prêtre cinq ans auparavant et vit à Amsterdam où il vient d’avoir un enfant avec Marianne Néaulme:111, la femme de son éditeur, et entretient une relation passionnée avec Lenki : la courtisane Hélène Eckhardt.
Si le personnage de Des Grieux semble être de fiction, ses allers et retours entre la religion et une vie aventureuse, sinon pécheresse, rappellent bien l’existence mouvementée de l’auteur (au point qu’il s’attribue à lui-même le titre de Prévost d’Exiles), et le roman contient probablement des éléments autobiographiques. L’abbé a lui-même trempé à l’occasion dans des activités douteuses et sera incarcéré à Londres pour escroquerie deux ans après la publication de Manon. Par ailleurs, son nom rappelle celui de Jean Gaston de Grieu, commandant du Comte de Toulouse, navire de la Compagnie d'Occident en Louisiane au début de la colonisation.
Pour Manon, Prévost se serait inspiré d’une part de l’histoire d’une de ces « femmes de mauvaise vie » que John Law, qui dirige à partir de 1717 la Compagnie d'Occident, devenue en 1719 Compagnie perpétuelle des Indes, envoie de force peupler la Louisiane aux côtés de forçats, mais aussi des « filles de la Cassette » qui sont, elles, dotées par la Régence. Une Marie-Anne Lescau, surnommée Manon, de plus amiénoise, est en effet débarquée à l’île Dauphin (avant-port de Fort Louis de la Mobile) en 1719,. Prévost aurait eu sous les yeux une autre inspiratrice toute trouvée, en la personne de Lenki. Prévost ne parle-t-il pas d’elle avec la noblesse d’âme d’un des Grieux évoquant Manon : « une demoiselle [à qui] un homme d’honneur faisait tenir une pension modique sans autre motif que sa générosité ». Il apparait néanmoins que Prévost n’a rencontré Lenki pour la première fois qu’en 1731, juste après la parution de Manon Lescaut.
Ces différentes sources d’inspiration se traduisent dans le télescopage de dates qui perce dans le roman. Les premières lignes de Manon, dans lesquelles l’homme de qualité situe sa première rencontre avec des Grieux « six mois avant [son] départ pour l’Espagne », indiquent que les amants sont conduits en Louisiane vers février 1715 : le roman s’étend de juillet 1712 (le coup de foudre de Des Grieux en partance pour Paris) à janvier 1717 (son retour en France et son récit à Renoncour).
Cette chronologie renforce le caractère autobiographique de l’œuvre, ces dates étant à peu de chose près celles de la jeunesse de Prévost, qui découvre Paris en 1711-1712, entreprend son noviciat en 1714, en est chassé, déserte et s’exile en 1715 et bénéficie d’une amnistie qui lui permet de revenir en 1716.
Seulement, l’exil louisianais des amants ne cadre pas avec cette première chronologie. La colonisation forcée de la Louisiane par Law s’étale de 1717 à 1720, et l’arrivée de Marie-Anne « Manon » Lescau se situe bien à cette période. Mieux, Prévost ne la fait pas arriver à l’île Dauphin, mais « au Nouvel-Orléans », dont la fondation ne remonte qu’à 1718, qui, en 1723, ne compte que 200 âmes et qui ne deviendra une ville qu'à partir de 1722. Et il fournit une précision qui achève de bousculer la chronologie : à l’arrivée de Manon et Des Grieux, « ce qu’on [leur] avait vanté jusqu’alors comme une bonne ville n’était qu’un assemblage de quelques pauvres cabanes. Elles étaient habitées par cinq ou six cents personnes. » Sachant qu’en 1726 la population de la ville atteint 900 habitants, cette arrivée ne peut avoir lieu qu’en 1724 ou qu'en 1725.
Il y a donc trois datations différentes de l’arrivée de Manon en Louisiane : vers 1719 pour la réalité historique, en 1715 selon ce qu’en dit l’homme de qualité, vers 1725 en suivant le tableau, d’ailleurs bien documenté, qu’en dresse l’auteur. Prévost, bourreau de travail pressé par l’exigence des plaisirs de Lenki, écrivait plusieurs livres en même temps : il pouvait attacher peu d’importance à la cohérence chronologique de son roman, il a pu se couper en sautant d’un projet à l’autre, et sans doute y a-t-il eu un peu des deux.

## Éditions
Il existerait, d'après Jean Sgard, trente-deux éditions du roman au XVIIIe siècle, soixante-douze au XIXe et cent trente au XXe, dont :
- Histoire de Manon Lescaut et du chevalier des Grieux, gravures de Tony Johannot, introduction de Jules Janin, Ernest Bourdin, 1839.
- Histoire de Manon Lescaut et du chevalier des Grieux, introduction d'Arsène Houssaye, illustrations d'Edmond Hédouin, Jouaust, 1874 (deux tomes).
- Manon Lescaut, préface d'Alexandre Dumas fils, Glady frères, 1875.
- Histoire de Manon Lescaut et du chevalier des Grieux, préface de Guy de Maupassant, illustrations de Maurice Leloir, Librairie artistique H. Launette, 1885 ; réédition 1898.
- Die Geschichte der Manon Lescaut und des Chevalier des Grieux, traduction en allemand de Julius Zeitler (de), illustrations de Franz von Bayros, Insel, 1905.
- Manon Lescaut, traduction en espéranto par Henri Vallienne, Presa esperantista societo, 1908.
- Manon Lescaut, illustrations d'André Édouard Marty, Éditions du rameau d'or, 1941.
- Histoire du chevalier des Grieux et de Manon Lescaut, édition de Sven Nielsen et Robert Meiffrédy, illustrations de Jean Droit, Éditions du Charme, 1942.
- Histoire de Manon Lescaut et du chevalier des Grieux, illustrations de Raoul Serres, Éditions Arc-En-Ciel, 1946.
- Manon Lescaut, traduction en anglais de Leonard William Tancock, The Penguin Classics, 1949.
- Manon Lescaut, préface de Pierre Mac Orlan, Le Livre de poche, 1959.
- Manon Lescaut, édition de Frédéric Deloffre et Raymond Picard, Classiques Garnier, 1965 ; rééditions 1990, 1995, 2008.
- Histoire du chevalier des Grieux et de Manon Lescaut, édition d'Henri Coulet, Garnier-Flammarion, 1967.
- Manon Lescaut, édition de Marie-Hélène Deloffre, Le Livre de poche, 1972.
- Histoire du chevalier des Grieux et de Manon Lescaut, édition de Jean Sgard, Garnier-Flammarion, 1995 ; réédition 2012.
- Manon Lescaut, édition de Catherine Langle, Le Livre de poche, 1995.
- Manon Lescaut, édition de Jean Goulemot, Le Livre de poche, 2005.
- Manon Lescaut, édition de Marc Stéphan, Classico Lycée, 2022  (ISBN 979-10-358-2252-1).

## Adaptations
Le roman de l’abbé Prévost a donné lieu à des opéras, des ballets, des pièces de théâtre et à plusieurs films :

### Théâtre

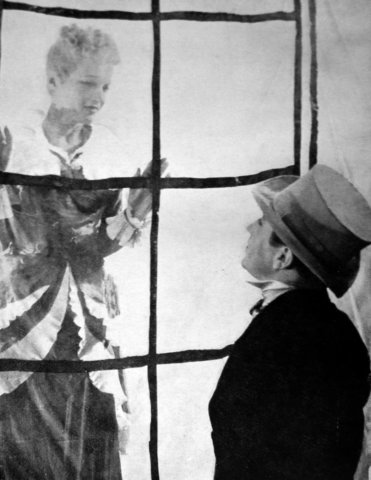
Vladimír Šmeral et Marie Burešová dans Manon Lescaut mis en scène par Vítězslav Nezval au D 41

- 1940 - Manon Lescaut (cs), pièce de Vítězslav Nezval en tchèque jouée au D 41. Le même auteur a également publié en 1945 Les Ballades à Manon, recueil de poèmes.

### Danse
- 1830 - Manon Lescaut, ballet de Jean-Pierre Aumer, musique de Halévy
- 1974 - L'Histoire de Manon, ballet de Kenneth MacMillan

### Musique
- 1856 - Manon Lescaut, opéra-comique de Daniel-François-Esprit Auber sur un livret d'Eugène Scribe
- 1884 - Manon, opéra de Jules Massenet, parfois considéré comme son chef-d'œuvre
- 1893 - Manon Lescaut, opéra de Giacomo Puccini
- 1894 - Le Portrait de Manon, opéra de Jules Massenet, suite-pastiche de la Manon de 1884
- 1951 - Boulevard Solitude, opéra de Hans Werner Henze
- 1969 - Dans l'album Jane Birkin - Serge Gainsbourg, ce dernier chante une chanson intitulée Manon, inspirée de l'œuvre de Prévost.
- 1991 - Dans l'album Le Baiser d'Indochine, la chanson Punishment Park

### Cinéma
- 1912 - Manon Lescaut, film français d’Albert Capellani
- 1914 - Manon Lescaut, film américain de Herbert Hall Winslow (en)
- 1918 - Manon Lescaut, film italien de Mario Gargiulo (it)
- 1926 - Manon Lescaut, film allemand de Arthur Robison
- 1927 - Le Roman de Manon, film américain d’Alan Crosland
- 1940 - Manon Lescaut, film italien de Carmine Gallone avec Alida Valli et Vittorio De Sica
- 1949 - Manon, film d’Henri-Georges Clouzot
- 1954 - Les Amours de Manon Lescaut (Gli amori di Manon Lescaut), film italien de Mario Costa
- 1968 - Manon 70, film français de Jean Aurel avec Catherine Deneuve
- 1981 - Manon, film japonais de Yōichi Higashi
- 2013 - Manon Lescaut, film français de Gabriel Aghion

### Télévision
- 1975 - Manon Lescaut, série télévisée dirigée par Sandro Bolchi
- 1978 - Histoire du chevalier des Grieux et de Manon Lescaut, série télévisée par Jean Delannoy
- 1980 - Manon Lescaut, enregistrement pour la télévision de l’opéra de Giacomo Puccini, dirigé par Kirk Browning et joué par Renata Scotto et Plácido Domingo.
- 1983 - Manon Lescaut, enregistrement pour la télévision de l’opéra de Giacomo Puccini, dirigé par Brian Large et joué par Kiri Te Kanawa et Plácido Domingo.
- 1990 - Manon Lescaut, série télévisée dirigée par Liliana Cavani et Manuela Crivelli
- 1998 - Manon Lescaut, série télévisée dirigée par Pierre Jourdan
- 2005 - Manon Lescaut, série télévisée dirigée par Félix Breisach

## Postérité littéraire
- L'écrivaine française George Sand publie en 1835 Leone Leoni, un roman qui s'inspire de Manon Lescaut mais en échangeant le sexe des deux personnages principaux : une femme, Juliette, qui joue un rôle équivalent à celui de Des Grieux, est entraînée dans des aventures tour à tour grandioses et sordides par le noble Vénitien Leone Leoni, sorte de Manon Lescaut masculin[13].
- L'écrivain français Alexandre Dumas fils, dans son roman la Dame aux camélias, rédigé en 1848, dresse un parallèle explicite entre son héroïne, Marguerite Gautier, et Manon Lescaut. Le récit de l'Abbé Prévost apparaît à plusieurs reprises dans l'oeuvre de Dumas fils : les personnages s'y réfèrent tout au long du roman, à des moments importants de l'intrigue. La critique considère souvent La Dame aux Camélias comme une réécriture de l'œuvre de Prévost[14].
- L'écrivain russe Vsevolod Petrov a écrit La Jeune Véra. Une Manon Lescaut russe en 1946, mais cet ouvrage n'a été publié qu'en 2006 dans le magazine russe Novy Mir. En langue française, la publication date de 2019, aux éditions Gallimard, le texte du roman russe est traduit par Véronique Patte et suivi d'une postface de Luba Jurgenson.